# Championnat du Kosovo de football 2001-2002
Navigation
Saison 2002-2003
La saison 2001-2002 du Championnat du Kosovo de football est la onzième édition de la SuperLiga, le championnat de première division du Kosovo. Les quatorze meilleures équipes kosovares sont regroupées au sein d’une poule unique où elles s'affrontent deux fois au cours de la saison. Les deux derniers du classement sont relégués et remplacés par les deux meilleurs clubs de Liga e Parë, la seconde division kosovare.
C'est le KF Besiana qui est sacré cette saison après avoir terminé en tête du classement, avec onze points d'avance sur un duo composé du KF Trepça et du KF Flamurtari. Il s’agit du tout premier titre de champion du Kosovo de l’histoire du club, qui réalise même le doublé en remportant également la Coupe du Kosovo.

## Les clubs participants
- KF Besiana
- KF Trepça
- KF Flamurtari
- KF Drita
- KF Kosova Vushtri
- FC Pristina
- KF Besa
- KF Drenica
- KF Kosova Pristina
- KF Liria
- KF Dukagjini
- KF Gnjilane
- KF Llapi
- KF Vellazeria

## Compétition
Le barème utilisé pour établir le classement est le suivant :
- Victoire : 3 points
- Match nul : 1 point
- Défaite : 0 point

### Classement
| Rang | Équipe             | Pts | J  | G  | N | P  | Bp | Bc | Diff |
| ---- | ------------------ | --- | -- | -- | - | -- | -- | -- | ---- |
| 1    | KF BesianaC        | 53  | 26 | 16 | 5 | 5  | 45 | 20 | +25  |
| 2    | KF Trepça          | 42  | 26 | 12 | 6 | 8  | 43 | 28 | +15  |
| 3    | KF Flamurtari      | 42  | 26 | 13 | 3 | 10 | 39 | 34 | +5   |
| 4    | KF Drita           | 40  | 26 | 12 | 4 | 10 | 43 | 28 | +15  |
| 5    | KF Kosova Vushtri  | 39  | 26 | 11 | 6 | 9  | 33 | 29 | +4   |
| 6    | FC PristinaT       | 38  | 26 | 11 | 5 | 10 | 34 | 23 | +11  |
| 7    | KF Besa            | 37  | 26 | 10 | 7 | 9  | 40 | 36 | +4   |
| 8    | KF Drenica         | 36  | 26 | 10 | 6 | 10 | 39 | 34 | +5   |
| 9    | KF Kosova Pristina | 36  | 26 | 10 | 6 | 10 | 29 | 35 | -6   |
| 10   | KF Liria           | 35  | 26 | 10 | 5 | 11 | 39 | 29 | +10  |
| 11   | KF Dukagjini       | 35  | 26 | 9  | 8 | 9  | 34 | 38 | -4   |
| 12   | KF Gnjilane        | 34  | 26 | 10 | 4 | 12 | 33 | 33 | 0    |
| 13   | KF Llapi           | 32  | 26 | 9  | 5 | 12 | 31 | 51 | -20  |
| 14   | KF Vellazeria      | 11  | 26 | 3  | 2 | 21 | 29 | 93 | -64  |

|  | Champion du Kosovo 2001-2002                            |
|  | Relégation directe en Liga e Parë                       |
|  | T : Tenant du titre C : Vainqueur de la Coupe du Kosovo |

## Bilan de la saison
| Championnat du Kosovo de football 2001-2002 |                        |
| Champion                                    | KF Besiana (1er titre) |
| Coupes et trophées                          |                        |
| Vainqueur de la Coupe du Kosovo 2001-2002   | KF Besiana             |
| Promotions et relégations                   |                        |
| Promus en SuperLiga                         | KF Vëllaznimi          |
| Promus en SuperLiga                         | KF Ferizaj             |
| Relégués en Liga e Parë                     | KF Llapi               |
| Relégués en Liga e Parë                     | KF Vellazeria          |